# Саут-Чикаго-Гайтс (Іллінойс)
Саут-Чикаго-Гайтс (англ. South Chicago Heights) — селище (англ. village) в США, в окрузі Кук штату Іллінойс. Населення — 4026 осіб (2020).

## Географія
Саут-Чикаго-Гайтс розташований за координатами 41°29′0″ пн. ш. 87°38′14″ зх. д. / 41.48333° пн. ш. 87.63722° зх. д. (41.483406, -87.637201).  За даними Бюро перепису населення США в 2010 році селище мало площу 4,14 км², з яких 4,09 км² — суходіл та 0,04 км² — водойми.

## Демографія
Згідно з переписом 2010 року, у селищі мешкало 4139 осіб у 1517 домогосподарствах у складі 982 родин. Густота населення становила 1001 особа/км².  Було 1657 помешкань (401/км²).
Расовий склад населення:
| - 63,3 % — білих - 16,8 % — чорних або афроамериканців - 1,1 % — азіатів - 0,6 % — корінних американців - 0,2 % — вихідців з тихоокеанських островів - 15,7 % — осіб інших рас |

До двох чи більше рас належало 2,4 %. Частка іспаномовних становила 34,8 % від усіх жителів.
За віковим діапазоном населення розподілялося таким чином: 25,7 % — особи молодші 18 років, 61,7 % — особи у віці 18—64 років, 12,6 % — особи у віці 65 років та старші. Медіана віку мешканця становила 36,4 року. На 100 осіб жіночої статі у селищі припадало 101,1 чоловіків;  на 100 жінок у віці від 18 років та старших — 96,4 чоловіків також старших 18 років.
Середній дохід на одне домашнє господарство  становив 43 301 долар США (медіана — 32 286), а середній дохід на одну сім'ю — 49 209 доларів (медіана — 37 300). За межею бідності перебувало 19,1 % осіб, у тому числі 13,8 % дітей у віці до 18 років та 18,3 % осіб у віці 65 років та старших.
Цивільне працевлаштоване населення становило 1572 особи. Основні галузі зайнятості: виробництво — 24,0 %, роздрібна торгівля — 18,3 %, освіта, охорона здоров'я та соціальна допомога — 18,1 %.